# Vormoderne
Die Vormoderne im klassischen Sinne ist der Zeitraum in der westlichen Zivilisation zwischen der Antike und der Moderne. Sie umschließt damit das Mittelalter und Frühe Neuzeit, reicht also etwa bis zur Sattelzeit um 1800.
In jüngerer Zeit hat sich die Tendenz entwickelt, die Vormoderne weiter zu fassen und die Antike dazuzuzählen, auch vor dem Hintergrund, dass statt von der klassischen Einteilung der Geschichte in Antike, Mittelalter und Neuzeit nun oft anders, nämlich in Vormoderne, Moderne und Postmoderne unterteilt wird.